# よさこい
よさこいは、夜さ来い（夜にいらっしゃい）という古語が変化した言葉。または、高知県の民謡であるよさこい節、同県のよさこい祭りの略。他に高知県のよさこい祭りの形式を取り入れた、各地の祭り・イベント・踊りの呼称として、よさこいと呼ぶ場合がある。よさこい節のよさこいの意味は、どの説に従うかによって解釈が異なる（よさこい節の項参照）。

## 言葉の意味
「夜さり」は夜分や今夜という意味で、9世紀末から使われていた言葉である。「さらに夜さりこの寮（つかさ）にまうで来（こ）とのたまいて／竹取物語」。また「り」がとれた「夜さ」という形では1707年ごろから人形浄瑠璃に登場する。「夜さ来いと言う字を金糸で縫はせ裾に清十郎と寝たところ／心中重井筒・近松門左衛門」、「短い夏の一夜さに／鎌倉三代記・近松半二」。
なお、日本の各地で夜分のことを「夜さり」と言う方言が残っているようであるが、現在の土佐弁ではよさこいと言えば、よさこい節・よさこい祭りのことを指し、夜にいらっしゃいという意味では使われていない。

## よさこい節
高知県に残る民謡。囃子詞として「よさこい、よさこい」と歌われる。その起源については諸説あり、いまだ特定には至っていない。
- 慶長年間（1596年 - 1615年）、山内一豊が入国して高知城を築いたとき、作事場で歌われた木遣り唄のヨイショコイという掛け声が変化したとする説（この場合はヨイショコイという掛け声の意）。
- 正徳年間（1711年 - 1716年）、大奥女中の絵島と歌舞伎役者の生島新五郎の情話が絵島節となって諸国に流行し、それが土佐に伝わって変化したという説（この場合は夜にいらっしゃいという意）。
- 他に、鹿児島県の「夜さ来い晩に来い」という囃子詞を持つ民謡が伝えられたとする説（土佐から鹿児島へ伝わったという説もある）、夜這いの風習と関連させて農耕生活の場で歌われていたと推定する説、よってらっしゃいを意味する土佐の昔言葉という説、などがある。

吉原は性格上日本中の歌があつまる土地であるが、よさこい節を想像させる曲調の新土佐節が残っている。

## 替え歌
よさこい節には数百曲に及ぶ替え歌が残っており、どの歌がどの時代に作られたものかは定かではないが、良く知られている代表的な歌詞には次のようなものがある。
- 土佐の高知の　はりまや橋で　坊さんかんざし　買うを見た　よさこい　よさこい

元歌は「おかしな　ことよな」で始まり、幕末に鋳掛屋（いかけや）お馬の歌として流行した。竹林寺の僧・純信と鋳掛屋お馬の悲恋物語は、その舞台となったはりまや橋とともに有名であり観光名所として残る。
また、その他に残る有名な歌詞としてはよさこい祭りのために武政英策が作詞作曲した「よさこい鳴子踊り」に使われているものがある。
- 御畳瀬見せましょ　浦戸をあけて　月の名所は　桂浜　よさこい　よさこい
- 言うたちいかんちや　おらんくの池にゃ 潮吹く魚が　泳ぎよる　よさこい　よさこい

鋳掛屋お馬の歌を代表として、花柳界のお座敷歌、自由民権運動で歌われた「よしや節」、「よさこい鳴子踊り」、ペギー葉山の「南国土佐を後にして」などで歌い継がれ、現在はよさこい祭りの1フレーズとして使用されている。
そしてよさこいの意味は（夜よさこい）という意味、